# Calycomyza crotalarivora
Calycomyza crotalarivora este o specie de muște din genul Calycomyza, familia Agromyzidae, descrisă de Spencer în anul 1963.
Este endemică în Venezuela. Conform Catalogue of Life specia Calycomyza crotalarivora nu are subspecii cunoscute.